# Ligue musulmane du Pakistan (Z)
Pour les articles homonymes, voir Ligue musulmane (homonymie).

Symbole électoral de la Ligue musulmane du Pakistan (Z).

La Ligue musulmane du Pakistan (Z) (anglais : Pakistan Muslim League (Zia-ul-Haq Shaheed) ; ourdou : پاکستان مسلم لیگ ض) est un parti politique pakistanais. Il a été fondé en octobre 2002 par Mohammed Ijaz-ul-Haq, qui a donné la lettre « Z » à son parti en hommage à son père, le général Muhammad Zia-ul-Haq, qui a dirigé le pays durant les années 1980.
Cette faction de la Ligue musulmane est toujours restée marginale, en ne parvenant que deux fois à remporter un unique siège de député à l'Assemblée nationale, et ayant une certaine influence dans le sud de la province du Pendjab, notamment à Bahawalnagar où se trouve son siège.

## Historique

### Fondation et alliance avec la Ligue musulmane (Q)
Le parti est fondé en octobre 2002 par Mohammed Ijaz-ul-Haq, jusqu'ici membre de la Ligue musulmane du Pakistan (N) et qui a notamment été ministre sous le premier gouvernement du Nawaz Sharif. À l’approche des élections législatives de 2002, alors que la Ligue musulmane du Pakistan (Q) fait scission de la ligue de Sharif pour soutenir Pervez Musharraf, Ijaz-ul-Haq fonde sa propre faction, celui-ci n'ayant pas été satisfait par les responsabilités qu'on lui offrait dans la nouvelle ligue. Il l'a nomme en l'honneur de son père, Muhammad Zia-ul-Haq, qui a dirigé le pays de 1977 jusqu'à sa mort en 1988. Il défend notamment la politique d'islamisation menée autrefois par son père.
À la suite des élections législatives de 2002, Ijaz-ul-Haq remporte l'unique siège de son parti à l'Assemblée nationale, dans une circonscription de Bahawalnagar. Il s'allie ensuite avec la Ligue musulmane du Pakistan (Q) et Zia-ul-Haq devient ministre des affaires religieuses et des minorités. Les deux ligues finissent par se séparer en février 2010.

### Opposition et élections de 2013
Durant les inondations de 2010, le parti se fait remarquer pour sa participation aux actions humanitaires dans le sud de la province du Pendjab.
En octobre 2011, au moment où la Ligue musulmane du Pakistan (N) menace de provoquer la dissolution de l'Assemblée provinciale du Pendjab, la Ligue (Z) est le seul autre parti à soutenir cette position.
À la suite des élections législatives de 2013, Mohammed Ijaz-ul-Haq est de nouveau le seul à remporter un siège à l'Assemblée nationale dans la quatrième circonscription de Bahawalnagar, et le parti remporte également deux sièges à l'Assemblée provinciale du Pendjab, en réunissant 0,41 % des suffrages soit 114 734 voix. Le parti perd cependant tous ces élus lors des élections législatives de 2018.

## Tableau récapitulatif des scrutins
| Élections | % de suffrages (échelle nationale) | Votes populaire | Nombre de sièges à l’Assemblée nationale | % des sièges | Position                |
| --------- | ---------------------------------- | --------------- | ---------------------------------------- | ------------ | ----------------------- |
| 2002      | 0,3 %                              | 87 394          | 1 / 342                                  | 0,29 %       | Coalition avec la LMP-Q |
| 2008      | NC                                 | NC              | NC                                       | NC           | NC                      |
| 2013      | 0,28 %                             | 128 510         | 1 / 342                                  | 0,29 %       | Opposition              |
| 2018      | 0,18 %                             | 97 201          | 0 / 342                                  | 0 %          | Opposition              |